# Mantecado

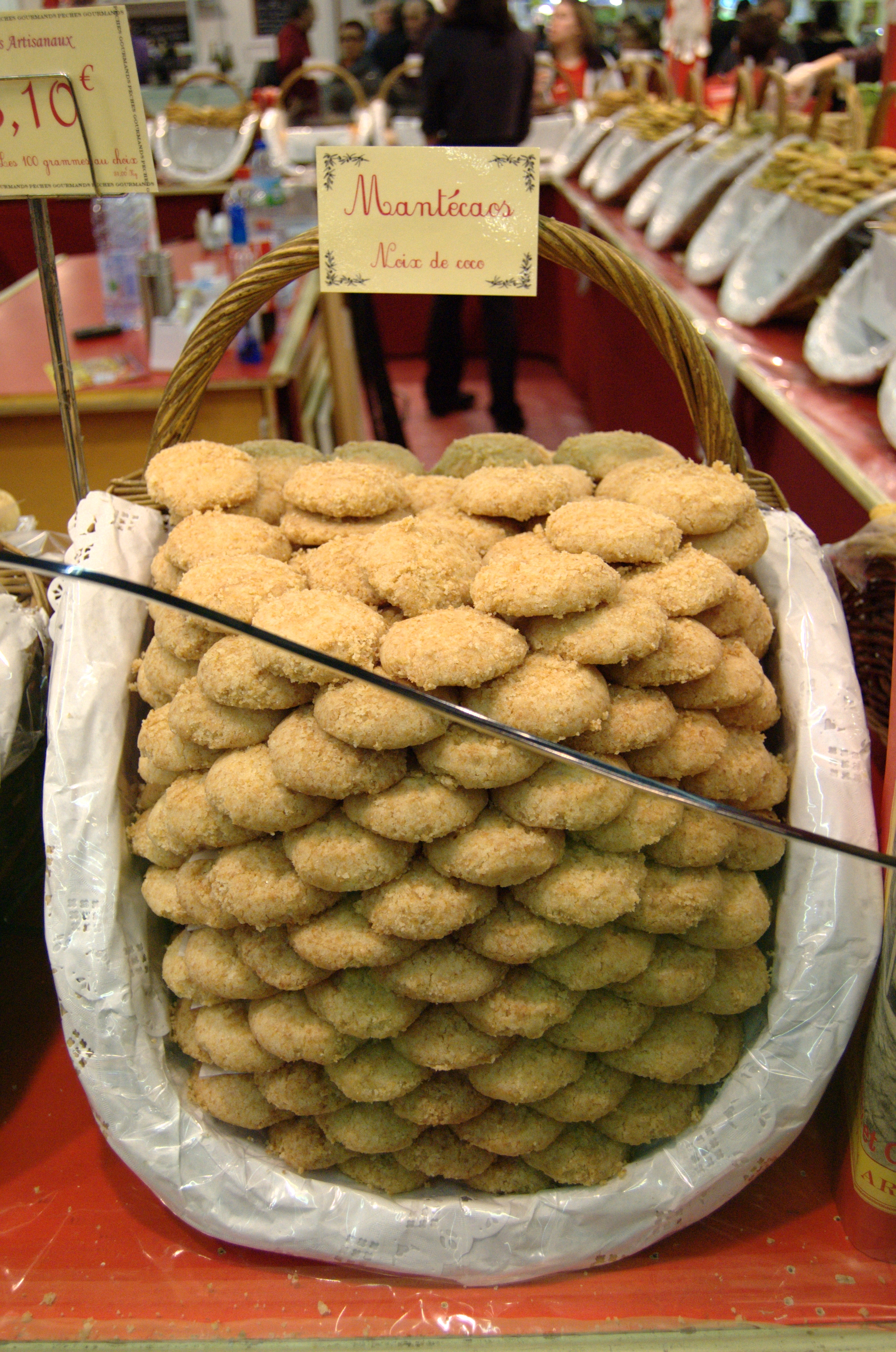
Stand amb mantecaos, al Saló Internacional de l'Agricultura 2009.

El mantecado o la mantecada o mantegada (i saginosa en algunes àrees) és una pasta típica de la rebosteria espanyola, caracteritzada per ser pastada amb saïm (o sagí) de porc i consumida durant tot l'any, especialment per Nadal. El seu origen és andalús; els uns diuen que prové d'Antequera i uns altres, d'Estepa. La seva popularitat s'ha estès a altres regions d'Espanya, en les quals s'elaboren mantecados de qualitat, com a Toledo, Rute, o a la província de Valladolid, especialment els de Portillo i Tordesillas, i a la Catalunya del Nord i a Occitània on apareixen als supermercats i a les pastisseries per Nadal.

## Origen

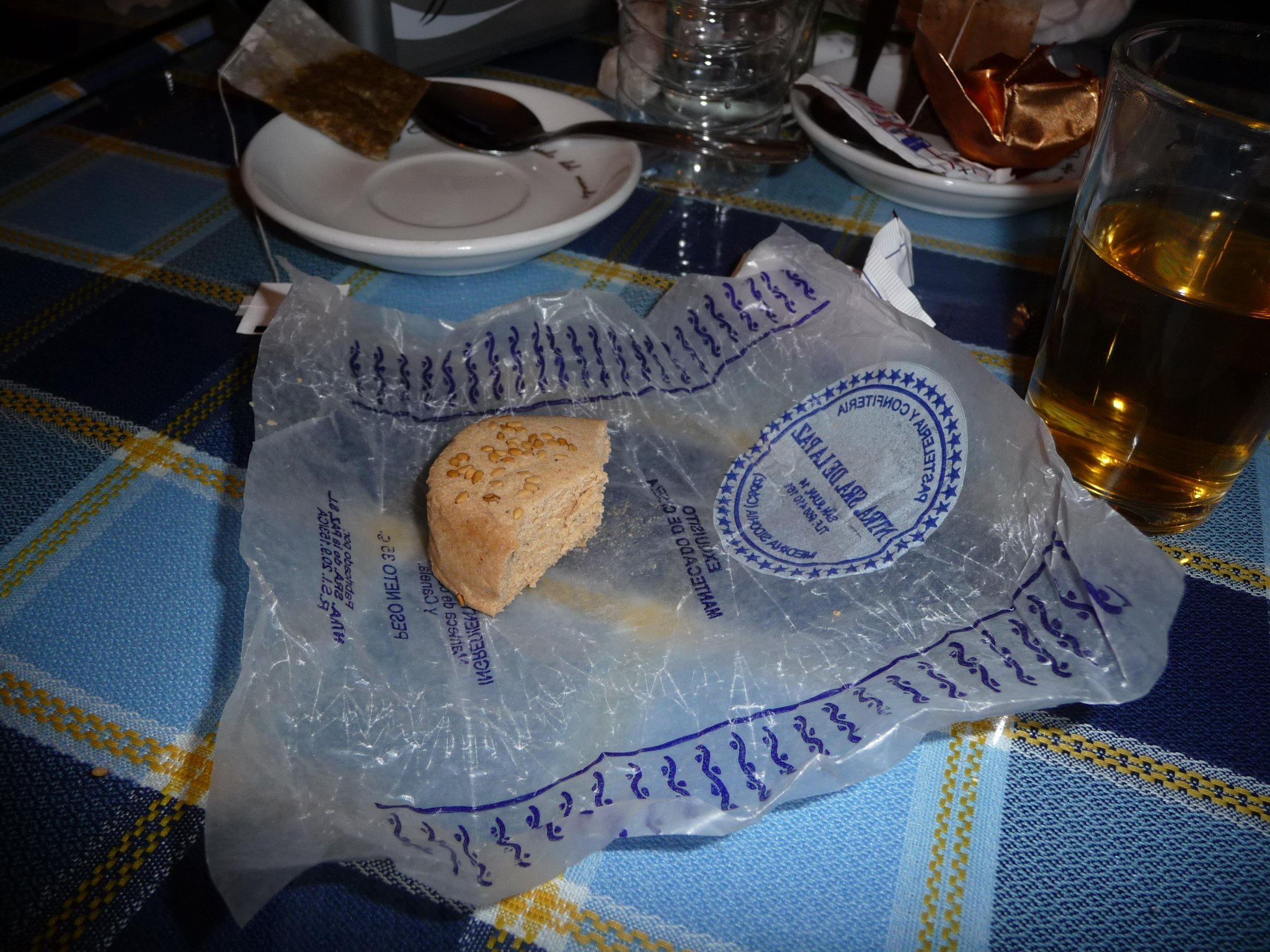
Mantecado d'Andalusia.

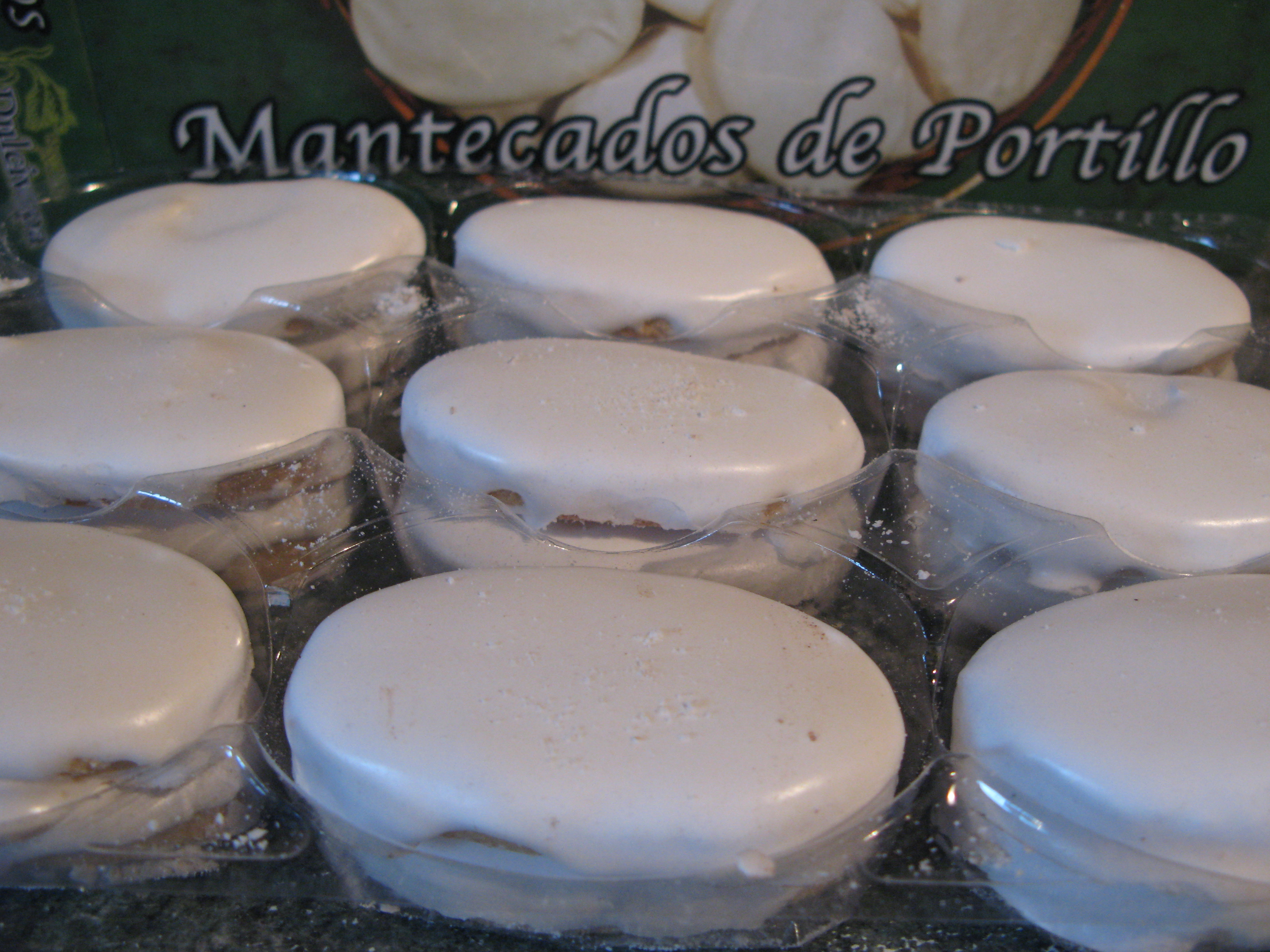
Mantecado de Portillo

L'origen del mantecado data del segle xvi, afavorit per l'excedent de cereals i saïm que es produí en aquesta part d'Andalusia. Uns diuen que en Estepa i altres a Antequera, on hi ha fins i tot un antiquíssim fresc que decora la sala de plens de l'ajuntament amb una referència clara als mantecados que s'hi feien. Tot apunta que va ser Antequera on es va elaborar l'originària recepta del mantecado. Fins i tot, molt abans que comencessin a adquirir fama els mantecados de propinques terres sevillanes, la fàbrica de mantecados "La Castaña" d'Antequera era proveïdora de la Casa Reial.
En aquells temps Estepa tenia uns notable ramats de bestiar porcí que pasturava lliurement en grans extensions d'alzinar. Els arbres desaparegueren al segle xviii, eliminats per les tropes franceses per a evitar que hi s'amaguessin els guerrillers i posteriorment els bandolers. El paisatge va quedar tal com ara es coneix, com una plana de cereals. En aquelles dates, ja s'elaboraven "coques de llard" a les cases del poble i al Convent de Santa Clara, com ho demostren els seus arxius històrics que ens parlen dels recipients utilitzats en l'elaboració.
L'inici de la comercialització del mantecado es va produir al segle xix quan Filomena Micaela Ruiz Téllez, coneguda pel sobrenom La Colchona, en donava al marit —que era transportista d'Estepa a Còrdova—, perquè els vengués als mercats per on passava. L'èxit de Filomena es va basar en una millora senzilla i alhora enginyosa: assecar-los. Gràcies a això, el mantecado resisteix millor el transport i emmagatzematge, i també augmenta el període en el qual conserva les seves qualitats, com si acabés de sortir del foc.
El 1989 hi havia unes de quinze cases a Estepa que s'havien convertit en petites fàbriques i a poc a poc es van anar obrint a mercats cada vegada més llunyans. El 2011, el mantecado va obtenir denominació d'origen protegida.